# نانت (برنامج حاسوب)
NAnt أحد أدوات البرمجيات الحرة والمفتوحة المصدر المختصة بأتمتة عمليات [بناء البرمجيات]. وهي تشبه [أداة Apache Ant]، ولكنها تستهدف بيئة [.NET] بدلاً من جافا. وتأتي التسمية NAnt من حقيقة أن الأداة ليست Ant .
وتتطلب الأداة NAnt أحد إطارات عمل .NET (1.0 أو 1.1 أو 2.0 أو 3.5 أو 4.0) أو منصة عمل [Mono] لطرف ثالث.

## الواجهات الأمامية
يتوفر العديد من واجهات المستخدم الرسومية الأمامية:
- NAntBuilder ، بيئة تطوير متكاملة (IDE) كاملة الميزات خاصة بـ NAnt. صُممت لتعمل كأداة لإنشاء وتحرير وتصحيح البرنامج النصي الخاص بـ NAnt.
- NAntGUI ، أداة مفتوحة المصدر لتحرير وتشغيل البرامج النصية الخاصة بـ NAnt.
- Nantpad، أداة تجارية أنتجتها شركة Profusion Software Studios تتيح إنشاء واستعراض وتنفيذ البرامج النصية الخاصة بـ NAnt.
- NAnt Wizard ,واجهة مستخدم رسومية بسيطة وموجزة تهدف إلى العمل في بيئة NAnt تم تكوينها مسبقًا. مجانية للاستخدام غير التجاري.
- ColorNAnt , البرنامج النصي المكتوب بلغة بيرل ColorNAnt عبارة عن برنامج تضمين لـ 'NAnt' ويُنتج نفس المخرجات ولكن مع تمييز جيد لـ «بناء الجملة». يمكن تخصيص أنظمة الألوان.
- NantMenu , ملحق Shell بنظام Windows الذي يتيح لك تشغيل البرامج النصية المعنية ببناء NAnt مباشرة من مستكشف Windows .

## وصلات خارجية
- نانت على موقع Open Hub (الإنجليزية)
- نانت على موقع SourceForge (الإنجليزية)
- NAnt Project Home Page
- Built in Tasks
- http://nantgui.berlios.de/ - a front-end for NAnt.
- NAntContrib - NAnt extension
- ColorNAnt - a tool to colorize 'NAnt' output
- NAntMenu - a windows shell extension to run NAnt build scripts